# Oshibori

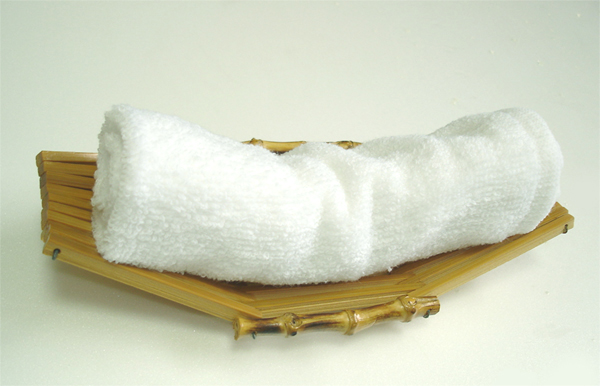
Oshibori, toalha de mão japonesa

Um oshibori, também conhecido como otefuki (em japonês: おしぼり ou お絞り - em português: toalhinha), é uma toalha de mão úmida, fria ou quente oferecida aos clientes em locais como restaurantes ou bares no Japão e em restaurantes japoneses no mundo inteiro. Utilizam-se para limpar as mãos antes de comer e foram consideradas durante longo tempo um costume tradicional no Japão. As oshiboris frias são dadas no verão, enquanto que as oshibori quentes são dadas no inverno. Em salas de mah-jong, as palavras atsushibo e tsumeshibo, das palavras japonesas atsui (熱い), quente, e tsumetai (冷たい), fria, são por vezes usadas para se referir a oshibori quente e frio, respectivamente.

## Derivação da palavra
A palavra "oshibori" vem da palavra japonesa shiboru (絞る), que significa "espremer", especificamente a ren'yōkei (連用形, forma continuativa, -masu tronco – ver formas tronco), com o prefixo gentil o, que foi adicionado a vários tipos de substantivos, incluindo alguns relacionados à lavagem ou comida. onigiri/omusubi (お握り、握る e お結び、結ぶ) "bola de arroz" segue o mesmo padrão - ver uso de prefixos honoríficos. Na escrita japonesa a palavra "oshibori" é normalmente escrita no alfabeto Hiragana (おしぼり), raramente utilizando-se Kanji (お絞り ou 御絞り) para representá-la.
Os oshibori também são conhecidos como "otefuki". "Tefuki" refere-se ordinariamente a lenços de pescoço e deriva do japonês te (手) (mão) e fuku (拭く) (limpar).